# Cloves Dias Amorim
Cloves Dias Amorim (Rio de Janeiro, 22 de Julho de 1946 - Rio de Janeiro, 23 de Outubro de 1968) foi um operário da Companhia Antarctica Paulista, filho de José Leite de Amorim e de Domergues Dias de Amorim
Sua morte é um dos caso investigados pela Comissão Nacional da Verdade (CNV), um grupo do governo feito para apurar mortes e desaparecimentos ocorridos durante a ditadura militar brasileira entre 1964 e 1985.

## Biografia
Em 22 de Julho de 1946, nasceu Cloves Dias Amorim, na cidade do Rio de Janeiro - RJ, filho de José Leite de Amorim e Domergues Dias de Amorim. Era operários da empresa Antarctica Paulista.
E foi uma das vitimas do período de Ditadura militar no Brasil.

## Circunstâncias da morte
Cloves Dias Amorim faleceu após ser atingido por um tiro no dia 23 de Outubro de 1968. Ele foi baleado juntamente com o escriturário de 23 anos, Luís Carlos Augusto, durante uma manifestação estudantil de aproximadamente 2 mil pessoas na Praça Onze. Luis Carlos faleceu após ser atingido com um tiro na cabeça no momento em que foi observar a manifestação através da janela do seu trabalho.
Essa passeata era de estudantes que estava contra a morte do universitário Luiz Paulo da Cruz Nunes, de 21 anos, que foi morto por militares no dia anterior, também em um protesto.
O tiro que acertou o ex-operário casou uma hemorragia intestinal, o ferimento atravessou o abdômen e o tórax com lesão do fígado, estômago e perfuração do estômago. Alguns participantes da manifestação disseram que os disparos foram feitos por agentes do Departamento de Ordem Política e Social (DOPS) e por Policiais Militares com um revolver de calibre 38, o jornal Correio da Manhã confirmou essa declaração quando noticiou que Cloves foi morto por agentes do DOPS que estavam em uma caminhonete verde.
O jornal Folha de S.Paulo publicou que tanto Cloves Amorim, quanto Luis Carlos, não estavam participando da manifestação no qual acabaram sendo baleados e mortos, porém não há nada que comprove a participação do operário na manifestação ou na politica.

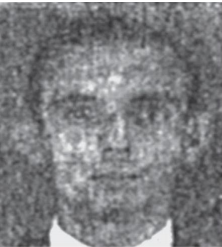
Foto de Luiz Carlos Augusto que foi assassinado no mesmo dia de Cloves Dias Amorim

Cloveu morreu no no Hospital Pedro Ernesto, no Rio de Janeiro, e seus restos mortais foram enterrados no cemitério do Murundu, também na cidade do Rio de Janeiro.

## Investigação
Em 7 de agosto de 1997, a Comissão Nacional da Verdade (CNV) rejeitou o pedido que a família da vitima, que afirmavam que não há como comprovar a participação de Cloves Dias Amorim na politica brasileira, além de que a rua onde aconteceu o assassinado se transformou em “dependência policial assemelhada”. O relator decidiu negar o pedido poia julgou que:
“as notícias, manchetes e títulos jornalísticos anexados ao processo comprovam a vontade política dos então no Poder, de reprimir policialmente e de tratar duramente os contestadores do regime. Esses objetivos, mesmo que materializados, não podem, per si, comprovar que as ruas do Rio de Janeiro tenham-se transformado em dependência policial assemelhada. (...) Essa prova inexiste nos presentes autos, ficando, a meu ver, o julgador impossibilitado de basear o seu julgamento, em ilações genéricas. O teor das reportagens acostadas não aponta para uma multidão dominada pelas forças policiais. Fala, ao contrário, em conflito entre estudantes e policiais, e em quase três mil manifestantes. Não tendo havido a subjugação completa dos estudantes, não há que se falar em dependência policial assemelhada. Nem mesmo a descrição que o Correio da Manhã faz da morte de Clóves aponta no sentido de que tenha havido um cerco total. Diz apenas que os tiros fatais vieram dos ocupantes de uma camioneta verde, com agentes do DOPS, que estava próxima ao jipe do comando da PM”.  tiros fatais vieram dos ocupantes de uma camioneta verde, com agentes do DOPS, que estava próxima ao jipe do comando da PM”.  tiros fatais vieram dos ocupantes de uma camioneta verde, com agentes do DOPS, que estava próxima ao jipe do comando da PM”.
Muitos morreram por bala perdida, assim como Cloves Amorim, pois não tinha motivos algumas pessoas terem sido assassinadas, algumas não possuem o nome nem nas listas de suspeitos ou de inimigos da ditadura. Esse é um desafio para se aplicar a lei. Por conta disso, cada caso deve ser analisado de modo separado. Para tentar encontrar uma solução para esses casos, Luís Francisco Carvalho Filho, que fazia parte da Comissão Nacional da Verdade, sugeriu que a Comissão Especial Sobre Mortos e Desaparecidos (CEMD) fizesse uma proposta ao Ministro da Justiça a elaboração de anteprojeto para que familiares de outras vítimas mortas durante a Ditadura Militar fossem tratadas de mesmo modo que os familiares de militantes, como o mesmo sentimento de reparação histórica, isso causou a edição da Lei nº 9.140/95.

“as manifestações públicas do final da década de 60 caracterizaram-se por um clima de extrema tensão. Muitas vezes se transformaram em batalha campal. Alguns morreram pelo que hoje se chama de bala perdida. Não havia, pelo menos aparentemente, um motivo concreto para a eliminação das pessoas atingidas. Seus nomes, aliás, não estavam nas listas de suspeitos ou de inimigos do regime militar. Paradoxalmente, este que é um motivo a mais para a reparação política – a morte acidental – aparece como um empecilho no momento de se aplicar a lei. A responsabilidade objetiva do Estado pelas mortes destas pessoas parece inquestionável, tanto que foi reconhecida pela Justiça do Rio de Janeiro no caso de outra vítima que morreu em circunstâncias análogas, Manoel Rodrigues Ferreira. Mas o requisito legal da dependência não pode ser ignorado. A Lei nº 9.140/95 não contemplou genericamente os chamados mortos em passeata. Portanto, cada caso deve ser analisado isoladamente. É preciso verificar, sem sofismas, se configurou uma situação de cerco que situasse a vítima sob o domínio direto dos agentes do poder público”.
Por conta da publicação da Lei nº 10.875/2004, que altera dispositivos da Lei nº 9.140/95 e a ampliação da finalidade da legislação, o caso volta a tona, sendo concedido em 7 de outubro de 2004. E a data de publicação no Diário Oficial da União (DOU) foi em 11 de outubro de 2004.

Com essa concessão, fica provado que Cloves Dias Amorim morreu por conta de uma ação feita por agentes do Estado brasileiro, em uma violações dos direitos humanos causados pela ditadura militar, instaurada no país em abril de 1964.

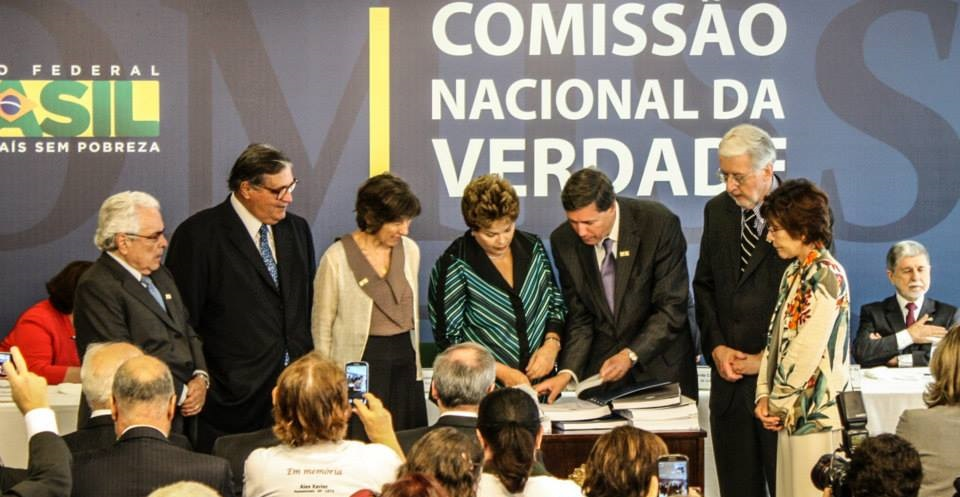
Os membros da CNV, José Carlos Dias, José Paulo Cavalcanti, Maria Rita Kehl, Pedro Dallari, Paulo Sérgio Pinheiro e Rosa Cardoso, entregam o Relatório à Presidenta Dilma Rousseff, em cerimônia realizada em 10 de dezembro de 2014 no Palácio do Planalto.

A data de recolhimento da documentação física para o Arquivo Nacional foi em 6 de agosto de 2009.